# Lettre de répit
 (août 2023).
Si vous disposez d'ouvrages ou d'articles de référence ou si vous connaissez des sites web de qualité traitant du thème abordé ici, merci de compléter l'article en donnant les références utiles à sa vérifiabilité et en les liant à la section « Notes et références ».
Sous l'Ancien Régime, la lettre de répit était accordée à un débiteur pour suspendre pendant un certain temps les poursuites de ses créanciers. 
La pratique semble apparue au XIIe siècle sous forme de répits collectifs. En 1319, Philippe V signe une ordonnance établissant un cadre juridique pour les répits accordés aux anciens combattants,. Comme cette pratique pouvait donner lieu à des abus, des ordonnances d'août 1669 et de mars 1673 s'efforcèrent d'y remédier. C'est finalement une déclaration du 23 décembre 1699 qui réglementa la question et qui fixa les différents cas où la lettre de répit pouvait être accordée.